# 제프리 나크마노프
제프리 나크마노프(Jeffrey Nachmanoff, 1967년 3월 9일 ~ )는 미국의 각본가이자 감독이다. 2004년 블록버스터 영화 토모로우의 영화 대본을 썼다. 2008년 8월 27일 개봉한 영화 트레이터의 각본과 감독을 맡았다. 2018년 작품 레플리카 (영화)의 감독을 맡았다.
나크마노프의 가족은 유대계이다.

## 참여 작품

### 영화
- 투모로우 (영화) - 각본
- 레플리카 (영화) - 감독

### 텔레비전
- 홈랜드 (드라마) - 감독
- 레전드 (드라마) - 프로듀서, 각본
- 시카고 PD - 각본
- 러브크래프트 컨트리 - 감독